# Кеньйон Кокс
Кеньйон Кокс (англ. Kenyon Cox; 27 жовтня, 1856, Воррен, Огайо — 17 березня, 1919, Нью-Йорк) — художник зі Сполучених Штатів, представник академізму, монументаліст, ілюстратор, викладач.

## Ранні роки
Народився в штаті Огайо, місто Воррен. Батько майбутнього художника (Джекоб Долсон Кокс) був місцевим політиком і генералом у роки громадянської війни. В родині було вісім дітей.
Кеньйон Кокс захопився живописом в ранні роки.
Художню освіту почав опановувати в Цинциннаті в школі Мак-Міккена

## Всесвітня виставка в Філадельфії
Значний вплив на свідомість молодика мала Всесвітня виставка, котра 1876 року відбулась у Філадельфії (США) — вперше проводилася по за межами Європи. Офіційно іменувалася «Міжнародною виставкою мистецтв, промислових виробів і продуктів ґрунтів і шахт» (англ. International Exhibition of Arts, Manufactures and Products of the Soil and Mine).
Проведення виставки збіглося зі святкуванням сторіччя прийняття Декларації незалежності США. Відкривали виставку президент Улісс Грант і бразильський імператор Педру II. На ній публіці вперше були продемонстровані смолоскип незавершеної статуї Свободи, телефон Александера Белла і друкарська машинка «Ремінгтон 1».
Виставку відвідали майже 10 млн осіб. По закінченні заходу головний виставковий зал був переданий у розпорядження новозаснованого міського художнього музею.
Після відвідин виставки молодик вирішив стати художником. Декотрий час навчався у Пенсільванській академії образотворчих мистецтв.

## Навчання в Парижі
В третій третині 19 ст. низка небідних художників-початківців Сполучених Штатів відбувала у країни Західної Європи на навчання чи на стажування у Дюссельдорф або Париж. Серед них був і Кеньйон Кокс, котрий 1877 року перебрався у Париж. Серед французьких митців, у котрих навчався Кокс, представники реалістичного і академічного напрямку — Каролюс-Дюран, Жан-Леон Жером (1824—1904) та Александр Кабанель (1823—1889). Серед художніх авторитетів цього періоду — Анрі Леман (1814—1882), учень і багаторічний помічник Енгра.
Кеньйон Кокс скористався можливостями і відвідав Італію, де познайомився з творами італійських митців доби відродження, маньєризму і бароко. Але він сприймав більшість сюжетів через стилістику пізнього класицизму та академізму.

## Праця в Сполучених Штатах
1882 року Кеньйон покинув Париж і повернувся до Нью-Йорка, де оселився. Він почав працювати як художник-ілюстратор, працюючи у різних виданнях. Він і став первісно відомим як ілюстратор періодичних видань, а не як автор картин олійними фарбами. Водночас від подавав аналітичні і критичні статті в журнал «New York Evening Post», що дозволяло заробляти на життя.
Згодом він став одним з викладачів у Лізі студентів-художників Нью-Йорка. Ліга отримала від нього власний логотип з девізом (Ні дня без малювання).
Кеньйон Кокс так і залишився на позиціях твердої, незмінної академічної манери з точним малюнком і академічними та алегоричними сюжетами. Все це дозволило отримати важливі державні замовлення на художній декор суспільно значущих споруд. Так, Кеньйон Кокс був автором стінописів у різних бібліотеках, серед них і Бібліотека Конгресу США, коледжів, Капітолій штату Вісконсін тощо.
Кеньйон Кокс був сучасником процесів переносу західноєвропейських художніх рухів у мистецтво Сполучених Штатів, серед них і імпресіонізму, але незмінно залишався на позиціях академізму, про що свідчив навіть його піній твір в стилістиці венеціанського живопису 17 ст. «Традиція» (1916 р.) з жіночими алегоричними фігурами та умовним італійським пейзажем за ними.
Одна з учениць художника (Луїза Хауленд Кінг) стала його дружиною. В родині було троє дітей.

## Смерть
Кеньйон Кокс помер від ускладнень запалення легень у березні 1919 року в Нью-Йорку.

## Обрані твори (галерея)

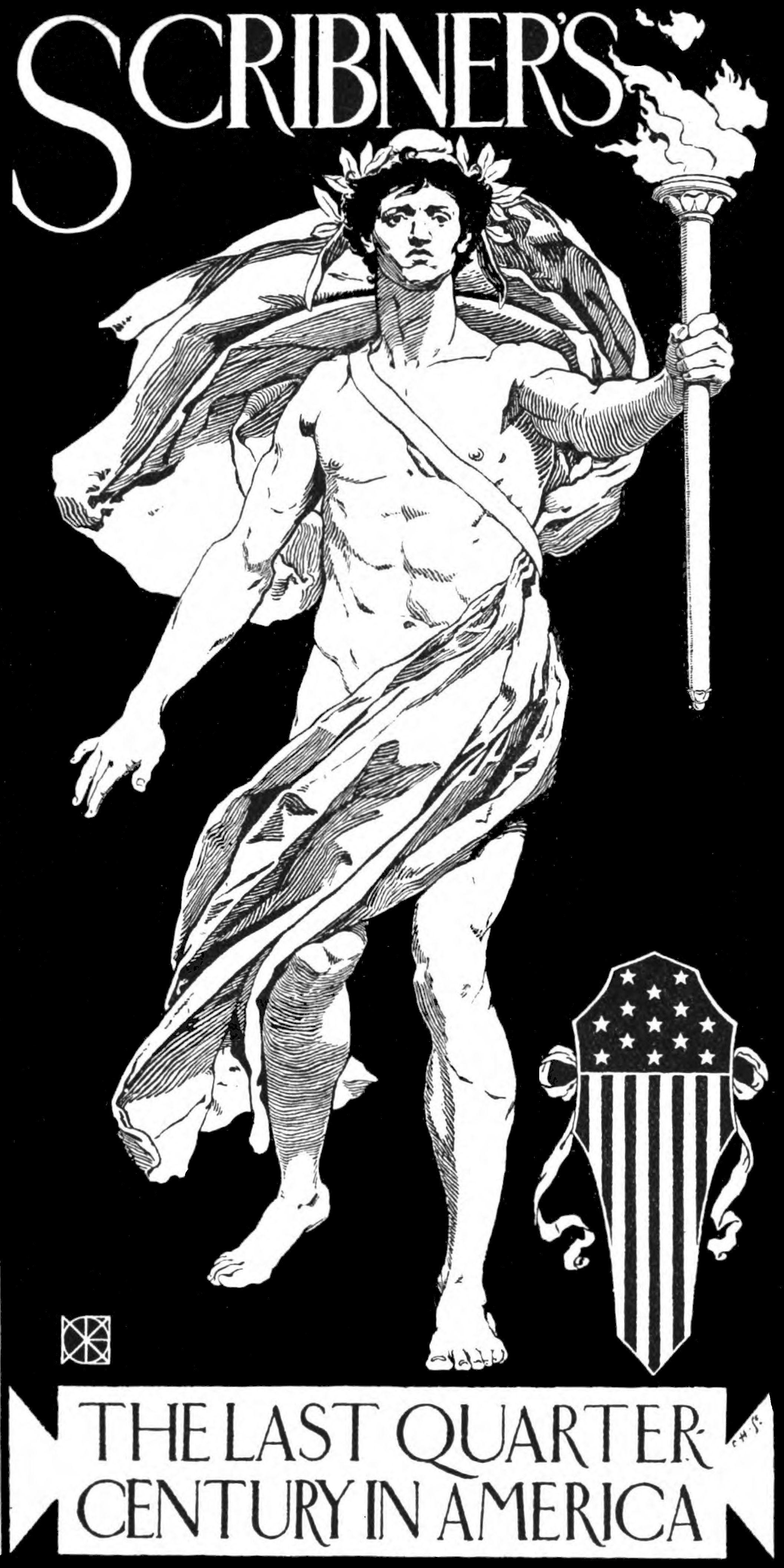
Кеньйон Кокс. Скрібнерз. Минуле століття в Америці. Плакат 1896 р.

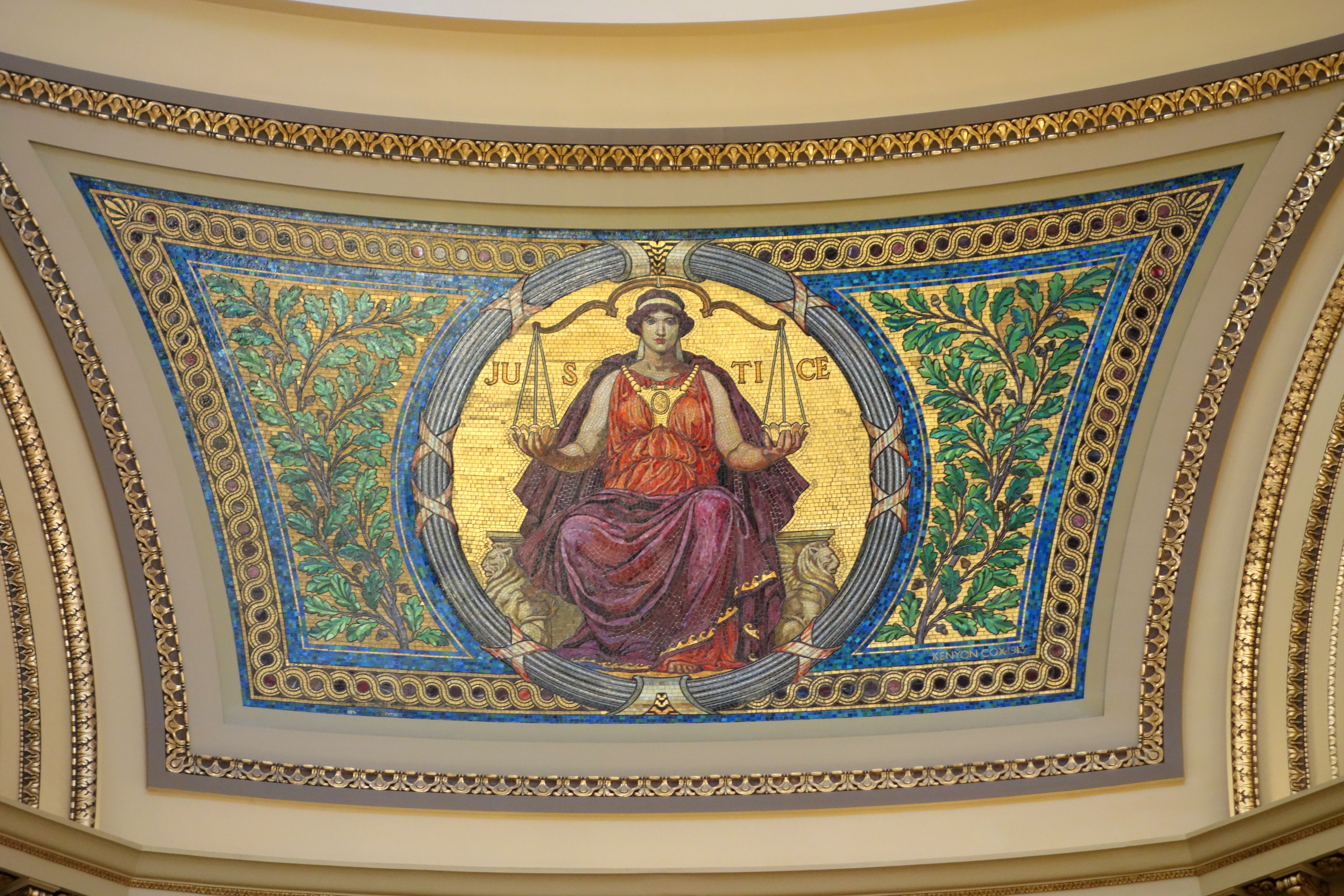
Кеньйон Кокс. Мозаїка «Юстиція», Капітолій Вісконсіна
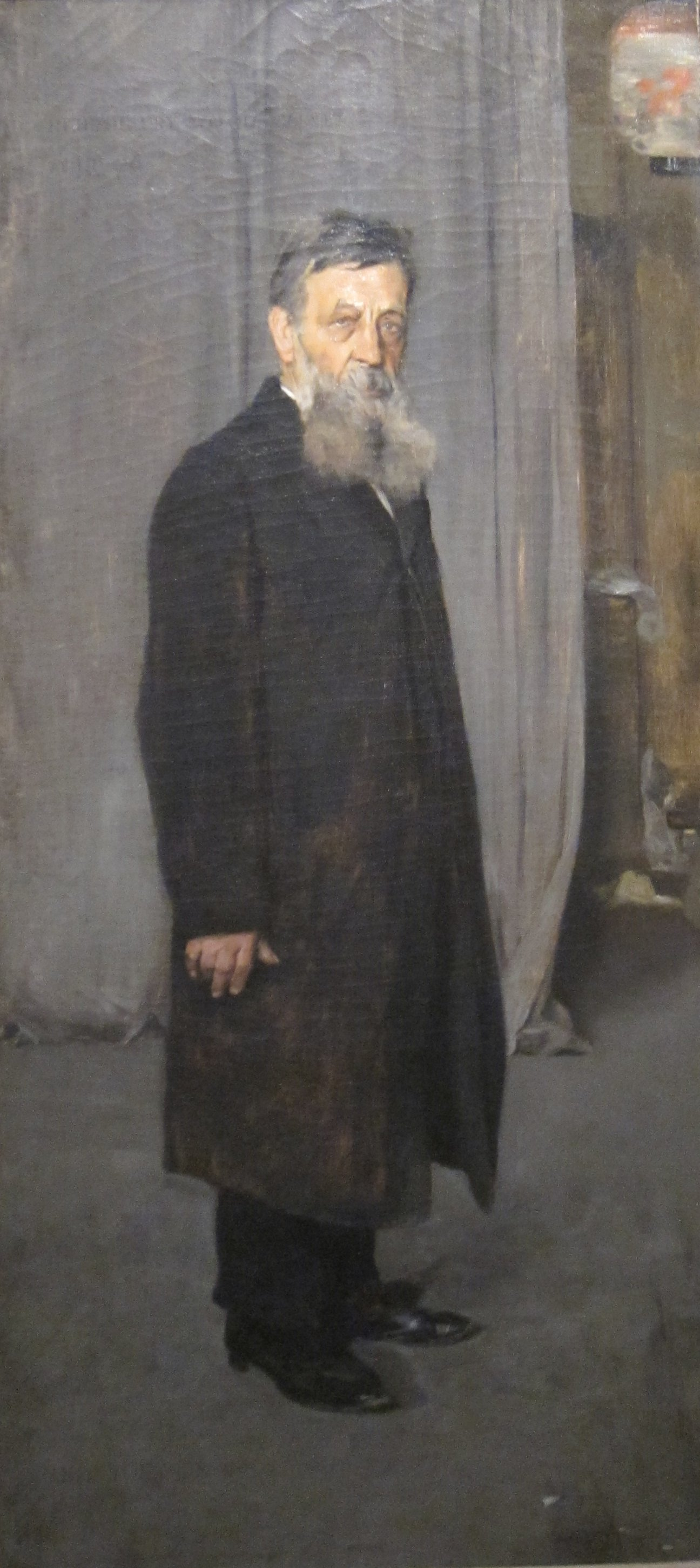
Кеньйон Кокс. «Портрет Генрі Фрі», 1883 р.
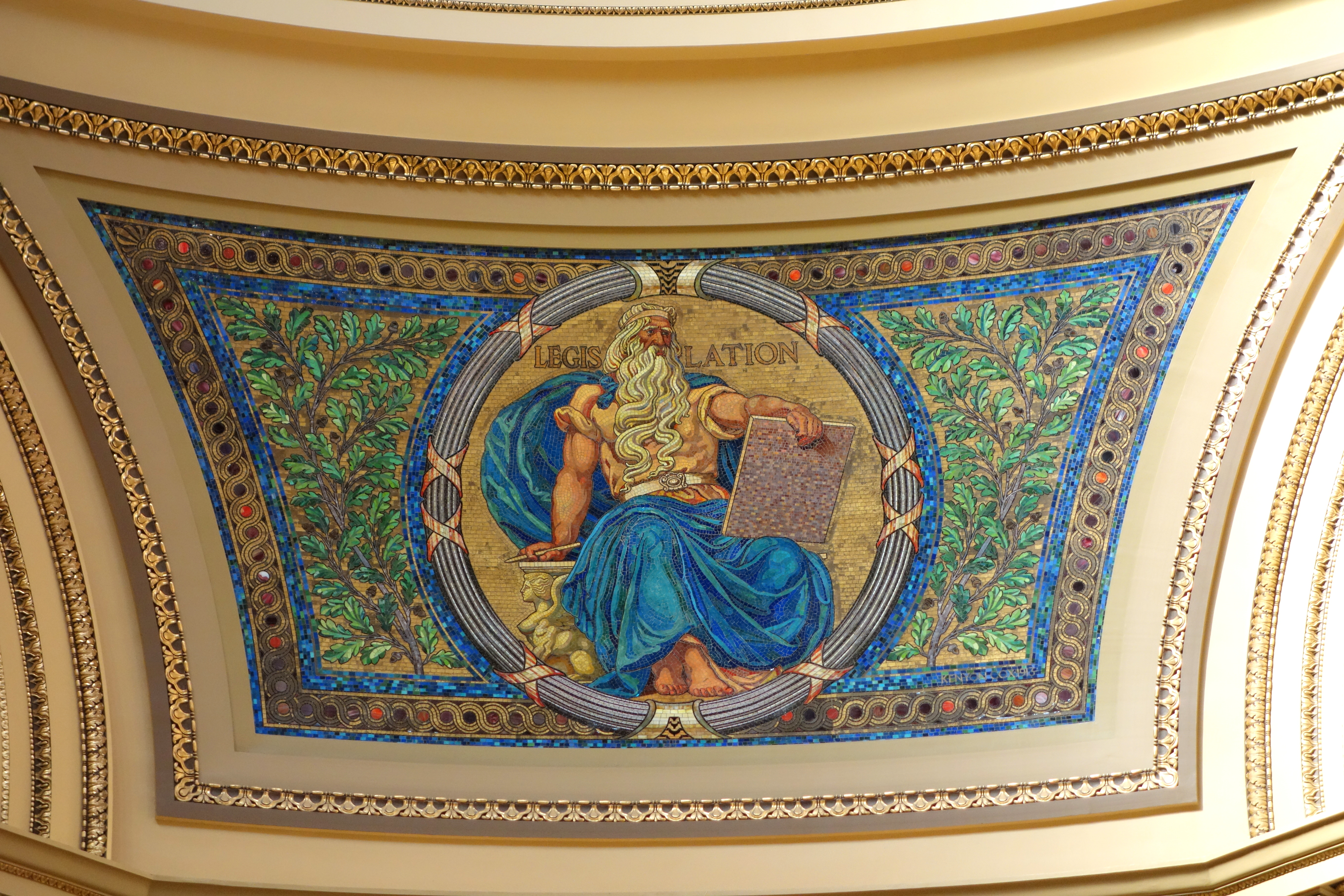
Кеньйон Кокс. «Алегорія закону», Капітолій Вісконсіна, Медісон.
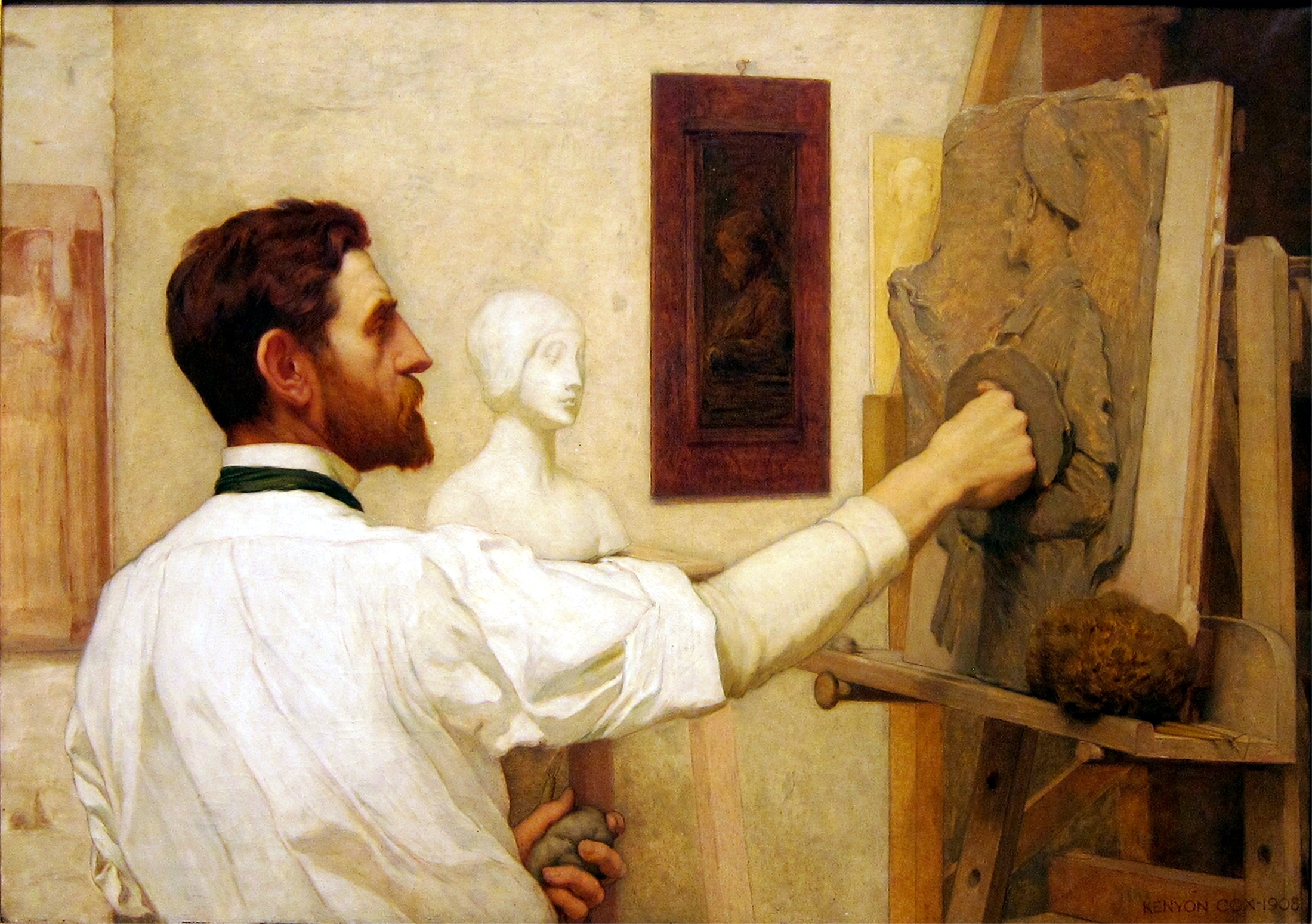
Кеньйон Кокс. «Скульптор Огюст Сен-Годен», 1908 р., Музей мистецтва Метрополітен